# Mario Kart 7
Mario Kart 7 ist ein Fun-Racer (Rennspiel) und der siebte Ableger der Mario-Kart-Reihe von Nintendo. Es erschien Anfang Dezember 2011 für den Nintendo 3DS. Verantwortlich für den Titel war wie für die vorherigen Serienableger Hideki Konno.

## Spielprinzip
Das Spielprinzip von Mario Kart 7 unterscheidet sich hauptsächlich durch Details von anderen Serienablegern. So kann man seine eigenen Karts aus verschiedenen Karosserien, Reifen und Gleitschirmen zusammenstellen. Dafür gibt es jedoch keine vorgefertigten Karts. In bestimmten Strecken kann man außerdem mithilfe einer Schiffsschraube unter Wasser fahren oder nach Sprungschanzen mit einem Gleitschirm ein Stück gleiten. Erstmals tauchen im Spiel auch Strecken auf, deren Thematik nicht der Mario-Reihe selbst, sondern der Wii-Sports-Reihe entstammt. Weiter tauchen im Spiel wieder einsammelbare Münzen auf, wie in Super Mario Kart oder Mario Kart Super Circuit, durch die die Geschwindigkeit des Karts zunimmt und Kartteile freischaltet. Im Gegensatz zu Super Mario Kart und Mario Kart Super Circuit gibt es jedoch ein 10-Münzen-Limit. Somit nimmt Mario Kart 7 einige Ideen vorheriger Serienableger auf. Im Vergleich zu Mario Kart Wii wurde außerdem das Driften angepasst. In Mario Kart 7 stehen insgesamt 16 Fahrer plus das eigene Mii und 32 Rennstrecken zur Verfügung. Anders als in Mario Kart DS oder Wii gibt es keinen Singleplayer-Versus-Modus.
Darüber hinaus hat Mario Kart 7 als erstes Spiel der Reihe Strecken, die anstatt aus drei Runden aus drei Abschnitten abstehen. Dieses Prinzip wurde auch in Mario Kart 8 und World übernommen.
Mit bis zu 8 Spielern kann man lokal oder via Internet spielen. Dabei kommen auch die Funktionen StreetPass und SpotPass des 3DS zum Einsatz. So kann man z. B. Zeitfahr-Geistdaten anderer empfangen. Außerdem ist es möglich, in Ego-Perspektive zu fahren und durch Neigen der 3DS-Konsole zu steuern. Hierfür gibt es auch Zubehör in Form eines Lenkrades, welches man auf die Konsole aufsteckt.

## Geschichte
Mario Kart 7 wurde am 15. Juni 2010 im Rahmen der Spielemesse E3 angekündigt. Vorgestellt wurde das Spiel dort nicht in spielbarer Form, sondern nur als Echtzeit-Demo. Diese Demo erlaubte einige Schlüsse auf das Spiel: Es wird komplett in 60 FPS laufen, der 3D-Effekt wird nützlich sein, um Tiefen einzuschätzen, und die Fahrer schauen sich bei einem Überholmanöver an. Die Grafik erschien auf Wii-Niveau. Diese Demo befindet sich auf Platz 4 der zehn besten 3DS-Demos 2010 bei IGN. Im Oktober 2010 stellte IGN außerdem eine Liste der zehn meisterwarteten 3DS-Spiele auf, mit Mario Kart 7 auf dem ersten Platz und im Dezember auf Platz 7 der 10 besten 3DS-Spiele 2011.
Ende April 2011 versprach Mario-Schöpfer Shigeru Miyamoto, dass Mario Kart 7 noch 2011 erscheinen solle. Genauere Details zum Spielprinzip waren zu dem Zeitpunkt noch nicht bekannt.
Auf der E3 2011 wurde eine neue Demo zu Mario Kart 7 gezeigt, außerdem lag das Spiel in anspielbarer Form vor. IGN äußerte sich skeptisch, ob die wenigen sichtbaren Änderungen ein frisches Spielprinzip ermöglichen können, da sich das Spiel sehr ähnlich wie der DS-Ableger spiele.
Ende Juli 2011 erhielt das bis dahin als Mario Kart bezeichnete Spiel den Namen Mario Kart 7, als Erscheinungsmonat wurde Dezember angegeben. Auf der Spielemesse Gamescom im August wurde abgesehen von neuen Trailern nichts Neues bekannt. Im September erhielten die Erscheinungstermine Präzisierungen: Das Spiel werde in Japan am 7. Dezember und in den USA am 4. Dezember erscheinen.
Anlässlich der Spielemesse Tokyo Game Show kamen neue Details zum Spiel ans Licht: Als Charaktere wurden Lakitu und Metall-Mario bestätigt. Mit der Feuerblume wurde ein weiteres Item bekanntgegeben. Ferner wurden einige Informationen zu einem First-Person- sowie zum Mehrspielermodus veröffentlicht.
Am 6. Oktober stellte Nintendo neue Screenshots zur Verfügung. Bestätigt wurden dadurch das Item Tanuki-Anzug, das schon in Super Mario 3D Land wiederauftauchen soll, und die Fahrer Shy Guy sowie die Miis.

## Charaktere und Strecken

### Charaktere
Folgende Charaktere sind in Mario Kart 7 spielbar:
| Von Spielbeginn an              | Freispielbar       |
| ------------------------------- | ------------------ |
| Mario                           | Prinzessin Daisy   |
| Luigi                           | Wario              |
| Prinzessin Peach                | Shy Guy            |
| Yoshi                           | Rosalina           |
| Toad                            | Lakitu             |
| Koopa                           | Metall-Mario       |
| Donkey Kong                     | Wiggler            |
| Bowser                          | Honigbienenkönigin |
| Zusätzlich: Mii (beide Outfits) |                    |

### Strecken
Das Spiel beinhaltet insgesamt 32 Strecken, aufgeteilt in acht Cups. Die Hälfte der Strecken ist gänzlich neu, die andere Hälfte besteht aus bereits zuvor etablierten Strecken (Originalspiel in Klammern angegeben). Die spielbaren Strecken/Cups (in den Hubräumen 50 cm³, 100 cm³, 150 cm³ und Spiegel) sind:
| Pilz-Cup                | Blumen-Cup            | Stern-Cup             | Spezial-Cup                 |
| ----------------------- | --------------------- | --------------------- | --------------------------- |
| Toads Piste             | Wuhu-Rundfahrt        | Röhrenraserei         | DK Dschungel                |
| Daisyhausen             | Marios Piste          | Warios Galeonenwrack  | Rosalinas Eisplanet         |
| Cheep Cheep-Bucht       | Instrumentalpiste     | Koopa-Großstadtfieber | Bowsers Festung             |
| Shy Guy Basar           | Gebirgspfad           | Wuhu-Bergland         | Regenbogen-Boulevard        |
| Panzer-Cup              | Bananen-Cup           | Blatt-Cup             | Blitz-Cup                   |
| Luigis Piste (N64)      | Koopa Strand (N64)    | Kalimari-Wüste (N64)  | Koopa Kap (Wii)             |
| Bowsers Festung 1 (GBA) | Marios Piste 2 (SNES) | DK Alpin (DS)         | Dinodino-Dschungel (GCN)    |
| Pilz-Schlucht (Wii)     | Kokos-Promenade (Wii) | Daisys Dampfer (GCN)  | Fliegende Festung (DS)      |
| Luigis Mansion (DS)     | Waluigi Flipper (DS)  | Blätterwald (Wii)     | Regenbogen-Boulevard (SNES) |

Zu Anfang stehen nur der Pilz-Cup und der Panzer-Cup zur Verfügung, nach Abschließen eines Cups wird in weiterer Folge immer zusätzlich der jeweils rechts daneben liegende Cup freigespielt.

## Rezeption
Ausgehend von 73 Wertungen hält Mario Kart 7 auf Metacritic eine weltweite Durchschnittswertung (Metascore) von 85 %.